# 10257 Garecynthia
A 10257 Garecynthia (ideiglenes jelöléssel 4333 T-3) egy kisbolygó a Naprendszerben. Cornelis Johannes van Houten,  Ingrid van Houten-Groeneveld és Tom Gehrels fedezte fel 1977. október 16-án.